# Jakubińska Przełęcz
Jakubińska Przełęcz – położona na wysokości 2069 m n.p.m. przełęcz w grani Otargańców w słowackich Tatrach Zachodnich. Znajduje się w tej grani pomiędzy Raczkową Czubą, czyli Jakubiną (2194 m), a Wyżnią Magurą (2096 m). Wschodnie stoki spod przełęczy opadają do Doliny Zadniej Raczkowej, zaś zachodnie do górnej części Doliny Jamnickiej (w okolicy rozdroża Zahrady). Rejon przełęczy, podobnie jak cała grań Otargańców, jest zbudowany z granodiorytów rohackich i porośnięty niską murawą. Szlak prowadzący granią Otargańców nie sprawia trudności technicznych, jest jednak dość wyczerpujący ze względu na dużą liczbę podejść (suma wzniesień 1440 m).

## Szlaki turystyczne
– niebieski szlak z autokempingu „Raczkowa” dnem Doliny Wąskiej na Niżnią Łąkę, potem zielony biegnący granią Otargańców.
- Czas przejścia z autokempingu na Niżnią Łąkę: 30 min w obie strony
- Czas przejścia z Niżniej Łąki na Jarząbczy Wierch: 4:10 h, ↓ 3:15 h.